# Frédéric Vidalenc
Pour les articles homonymes, voir Vidalenc.
Frédéric Vidalenc est un bassiste français né le 16 novembre 1962 à Bègles en Gironde. Il a été le bassiste de Noir Désir jusqu'en 1996, date à laquelle il quitte le groupe, où il sera remplacé par Jean-Paul Roy qui était jusque-là un logisticien du groupe.

## Biographie
Frédéric Vidalenc quitte Noir Désir en 1996, se consacre à la voile et compose un album intitulé La Latitude des chevaux sorti en 2002.
Avec Erwan Le Bellec, Frédéric Vidalenc participe à la transat Lorient-Saint Barthélémy en 1996.
Il a participé à deux chansons de l'album Remué de Dominique A en 1999.

## Discographie

### Avec Noir Désir
- 1987 : Où veux-tu qu'je r'garde ?
- 1989 : Veuillez rendre l'âme (à qui elle appartient)
- 1991 : Du ciment sous les plaines
- 1992 : Tostaky
- 1994 : Dies irae
- 1996 : 666.667 Club (chanson Septembre, en attendant) et le single L'homme pressé (chanson Back to You)

### Solo
- 2002 : La Latitude des chevaux
- 2006 : Quelque chose dans l'ordre